# Route départementale 618 (Pyrénées-Orientales)
Pour les articles homonymes, voir route départementale 618.
La route départementale 618 (ou RD 618) est une route départementale située dans les Pyrénées-Orientales. Elle comporte plusieurs tronçons, d'est en ouest : d'Argelès-sur-Mer à Céret, d'Amélie-les-Bains à Bouleternère et de Mont-Louis à Ur. 

## Historique
Elle correspond à l'ancienne route nationale 618 déclassée dans les années 1970.
La quinzième étape du tour de France 2021 doit emprunter le tronçon de cette route compris entre le col de Fourtou (en provenance de Céret) et la nationale 116.

## Tracé

### D'Amélie-les-Bains-Palalda à Bouleternère
La route débute près du centre-ville d'Amélie-les-Bains (route départementale 115), par un pont enjambant le fleuve Tech. Elle prend le nom de Boulevard de la Petite Provence, traverse le village de Palalda, sur la commune d'Amélie-les-Bains-Palalda. Elle passe ensuite dans la commune de Reynès, en restant proche de la limite avec Amélie-les-Bains-Palalda, puis passe sur le territoire de Montbolo et de Taulis, dont elle traverse le chef-lieu, premier village depuis Palalda. Ensuite, elle permet d'atteindre le village de Saint-Marsal, traverse la commune de Prunet-et-Belpuig, le village de Boule-d'Amont et enfin Bouleternère, chefs-lieux de communes des mêmes noms, pour rejoindre la route nationale 116 sous le nom de camí real, ce qui signifie « chemin royal » en catalan.
Cette route est sinueuse : s'il n'y a guère plus de 21 km entre ses extrémités à vol d'oiseau, elle mesure plus de 45 km, pour une durée de trajet que Google Maps estime à plus d'une heure en voiture.